# Mierța, Sălaj
Mierța este un sat în comuna Cuzăplac din județul Sălaj, Transilvania, România.

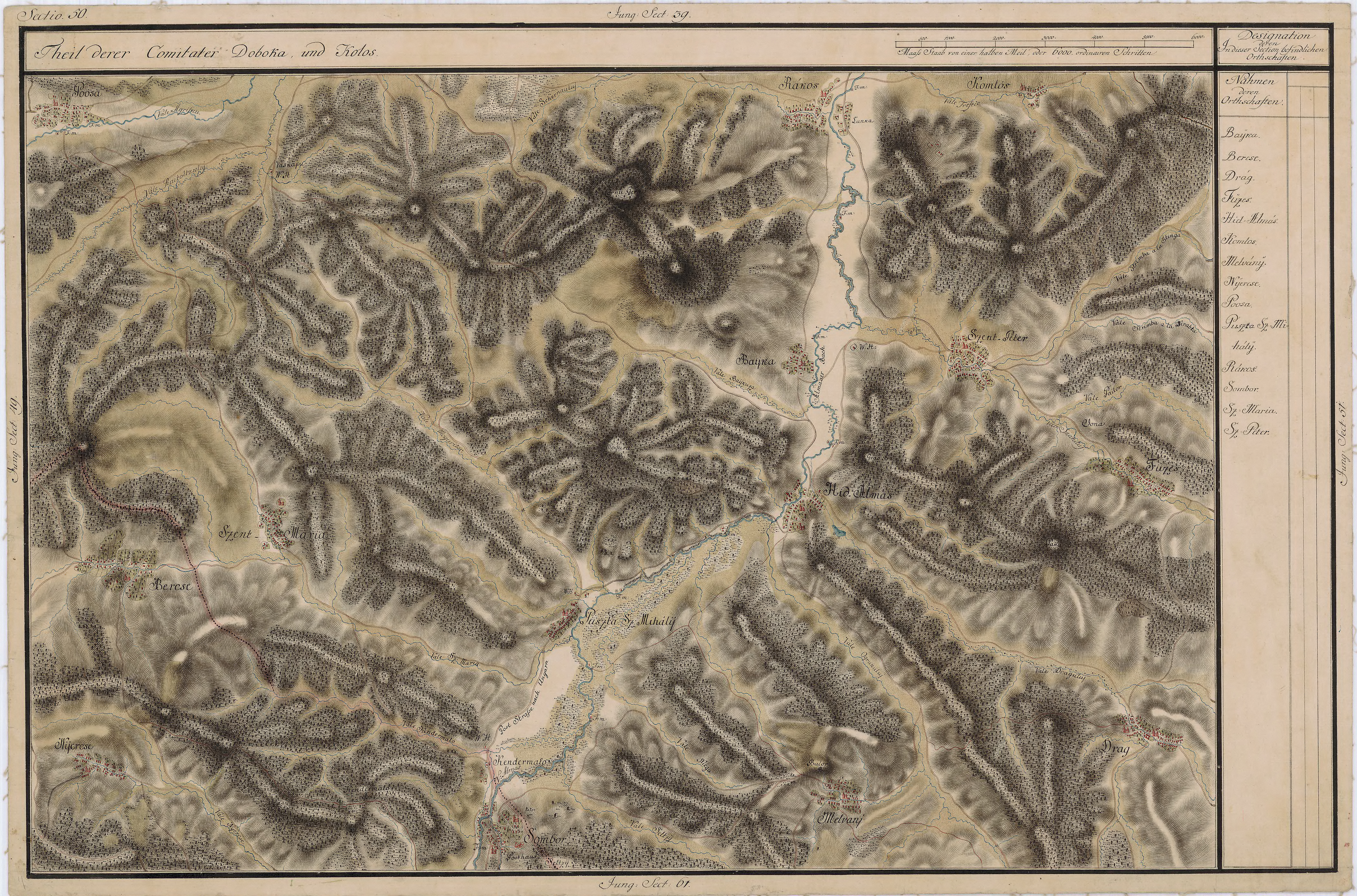
Mierţa în Harta Iosefină a Transilvaniei, 1769-73

## Personalități
- Augustin Alexa (1911-1979), membru al CC al PCR, procuror general al României, ministru, deputat în Marea Adunare Națională

## Galerie de imagini

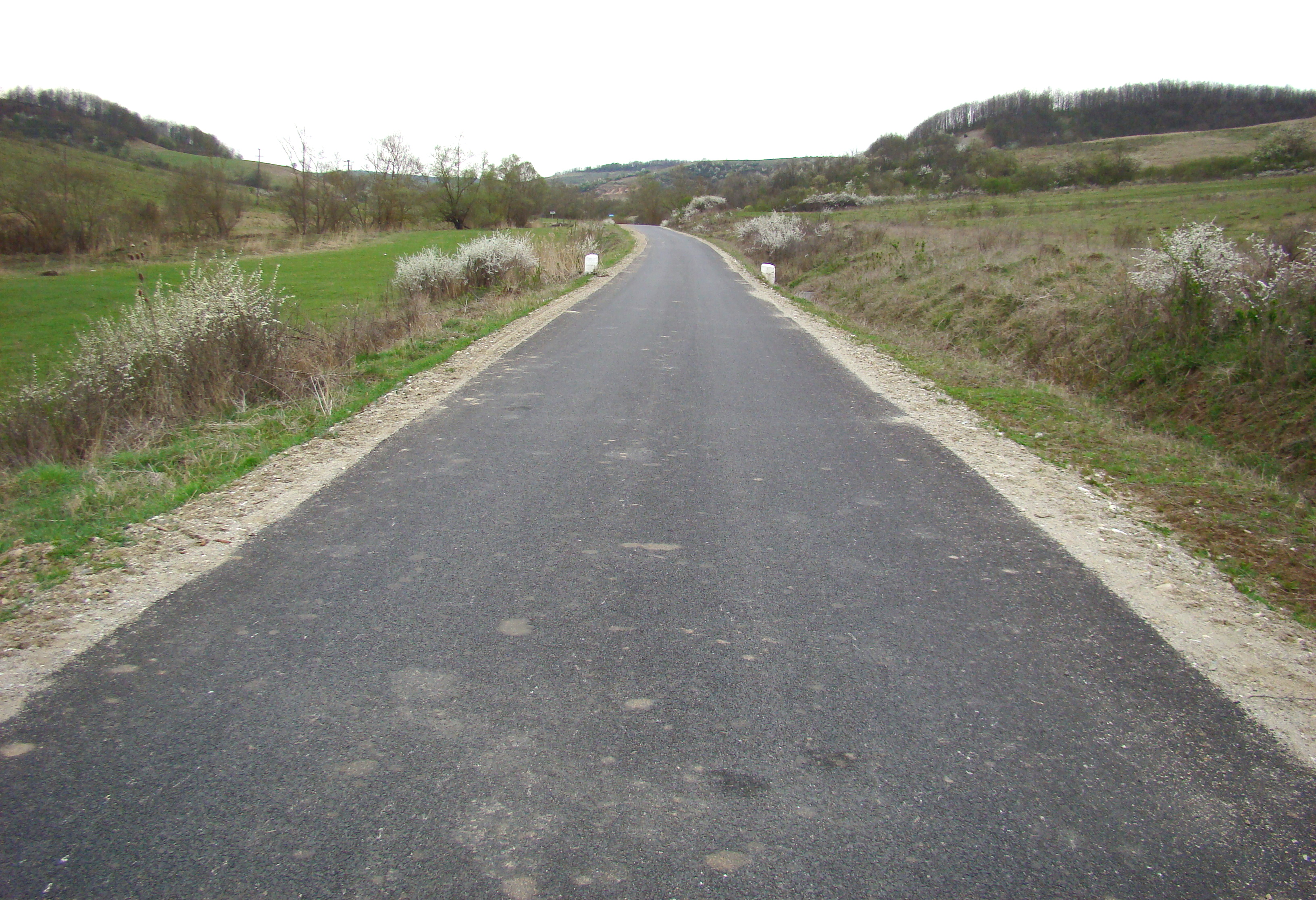
Drumul Zimbor-Mierţa
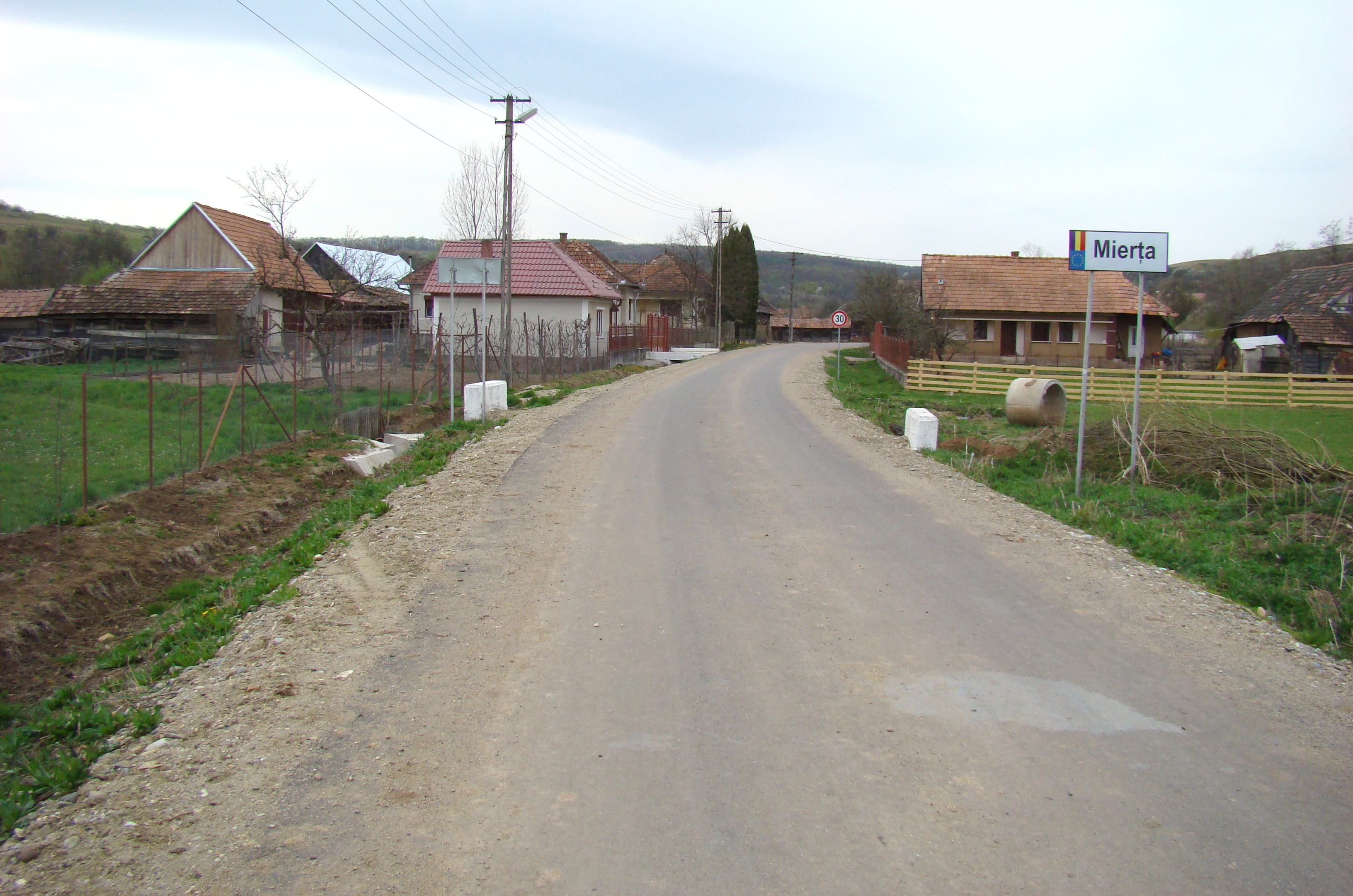
Intrarea în localitate
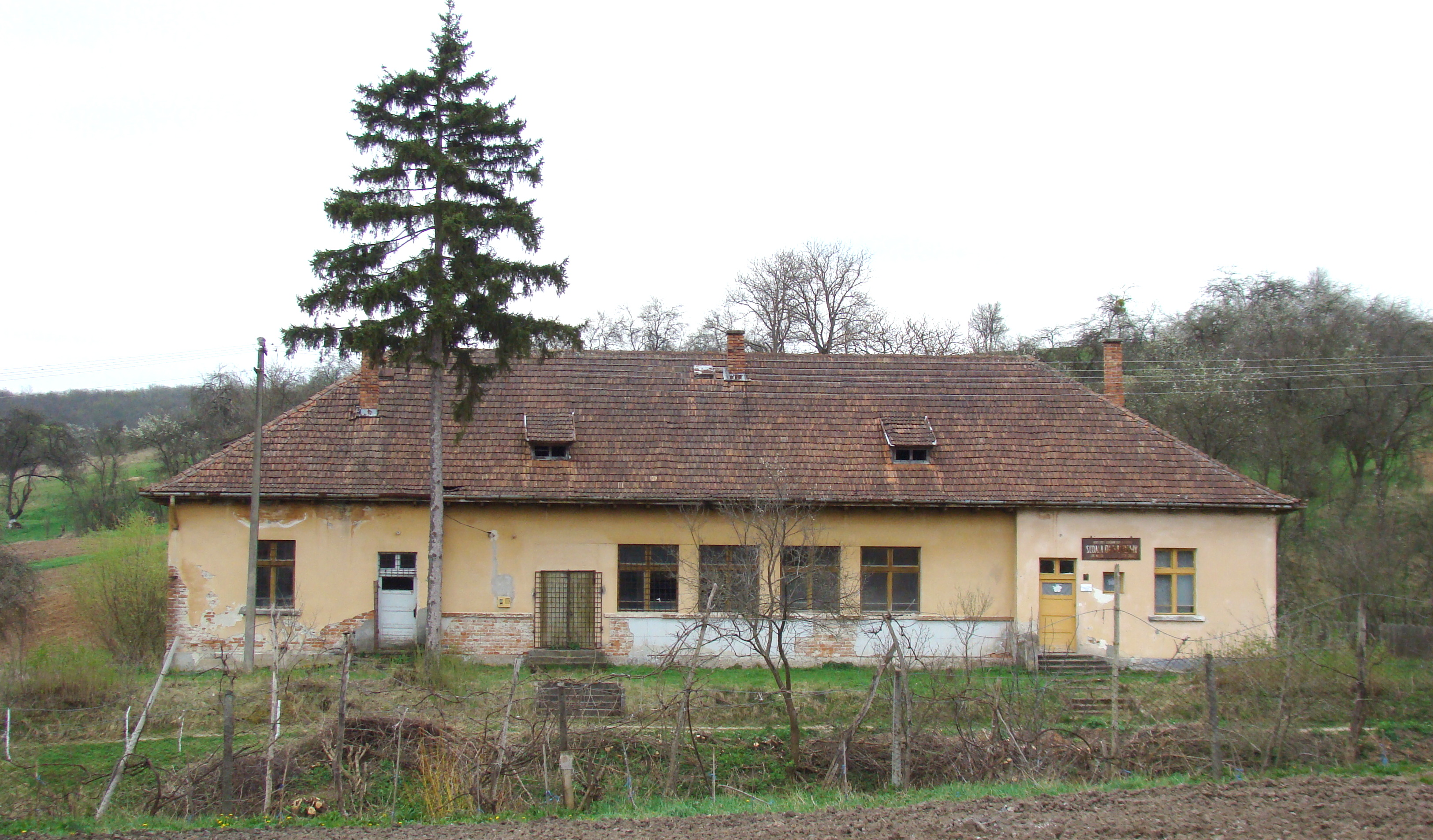
Şcoala părăsită (puţinii copii de vârstă şcolară sunt duşi la şcoala din centrul de comună Cuzăplac)
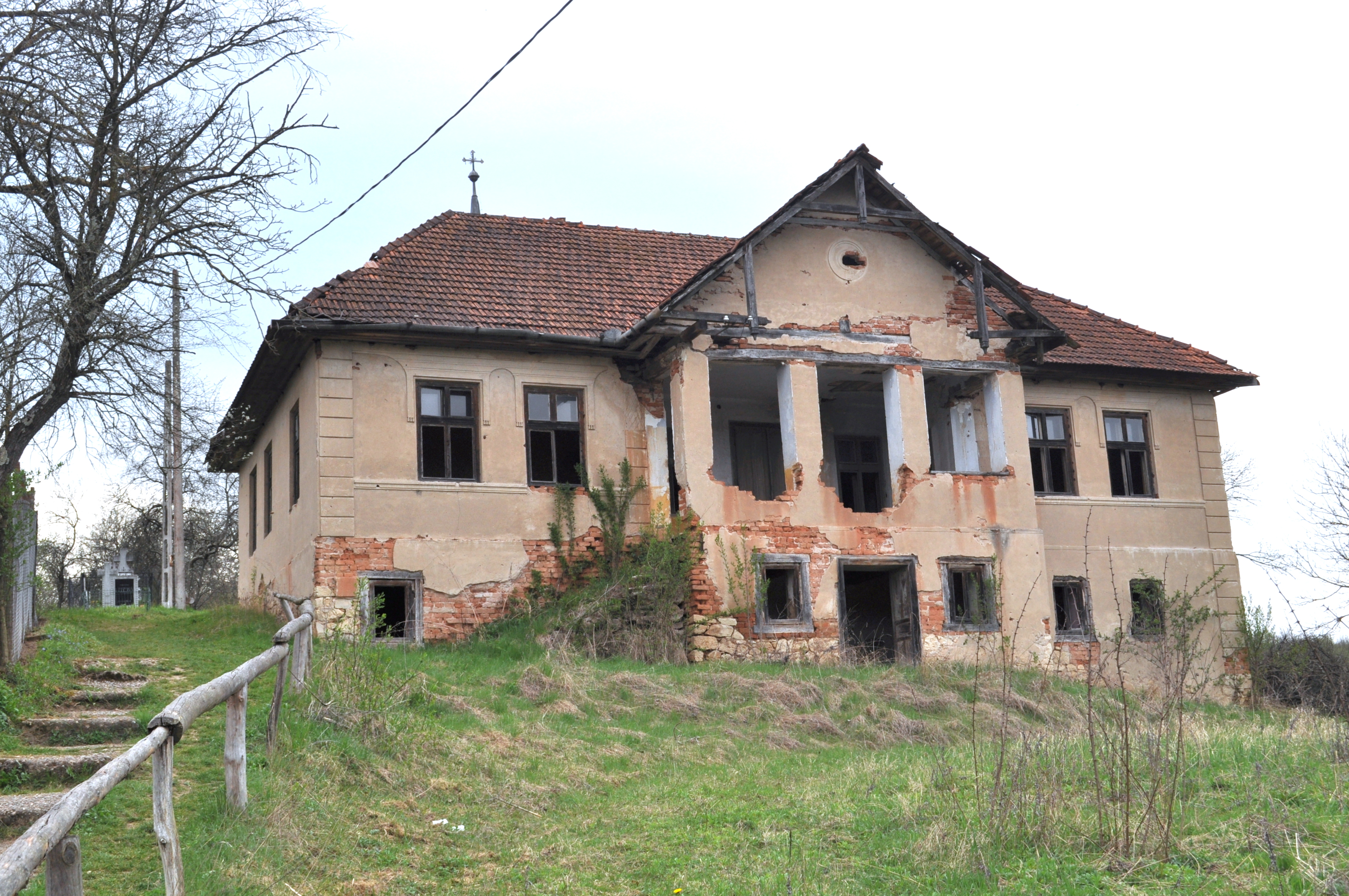
Fosta casă parohială a Bisericii Române Unite cu Roma (clădire abandonată)
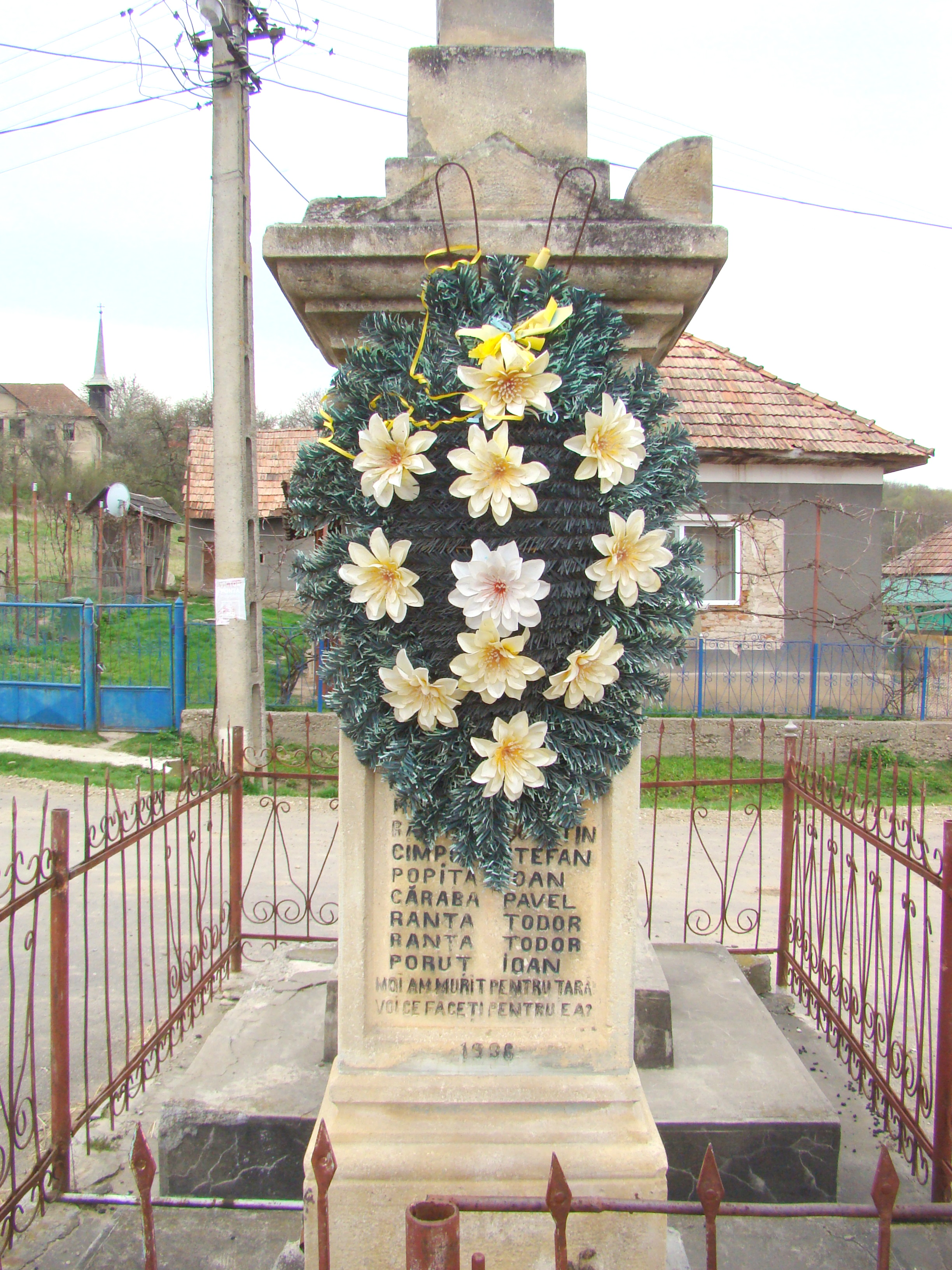
Monumentul Eroilor
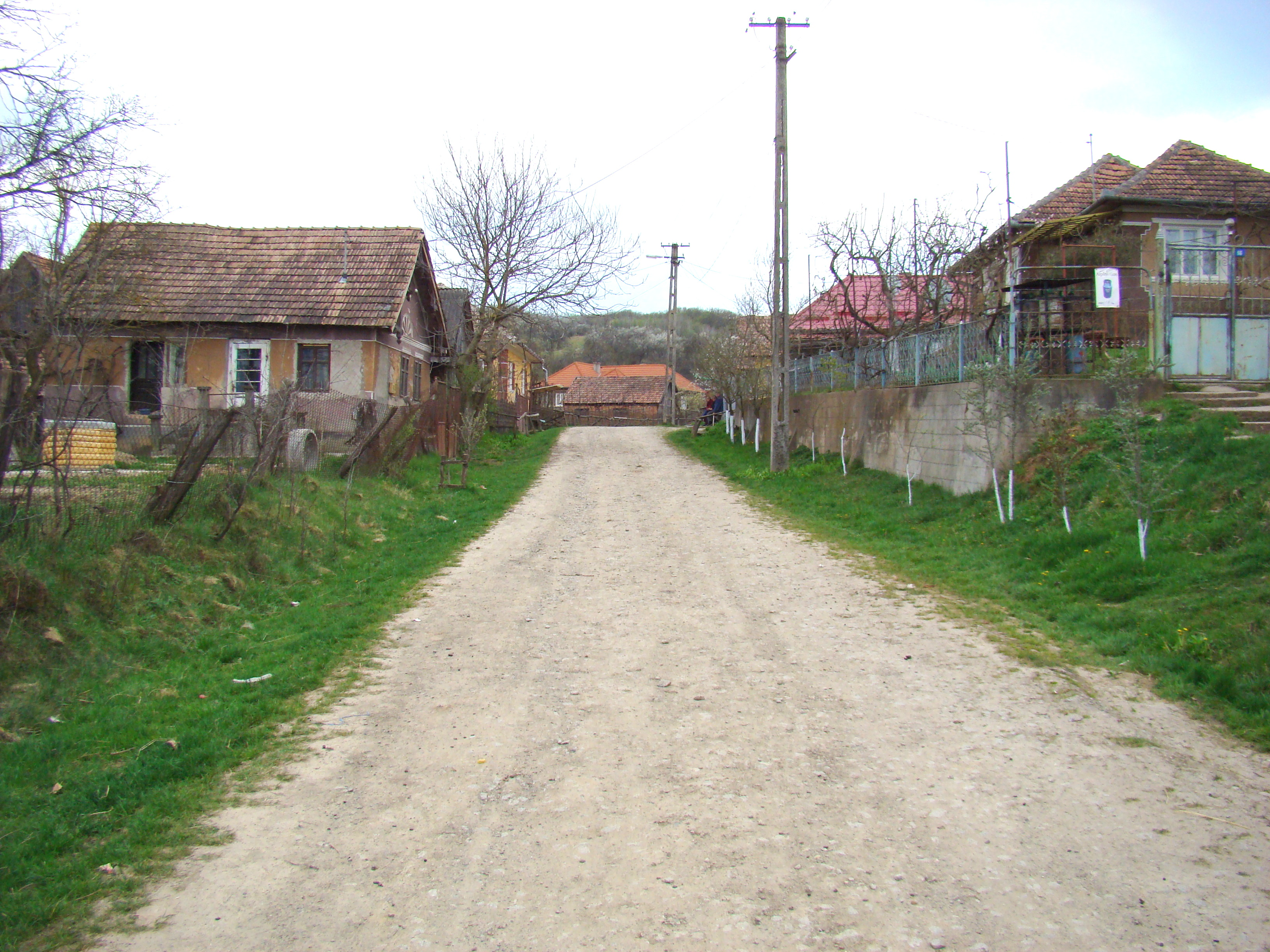
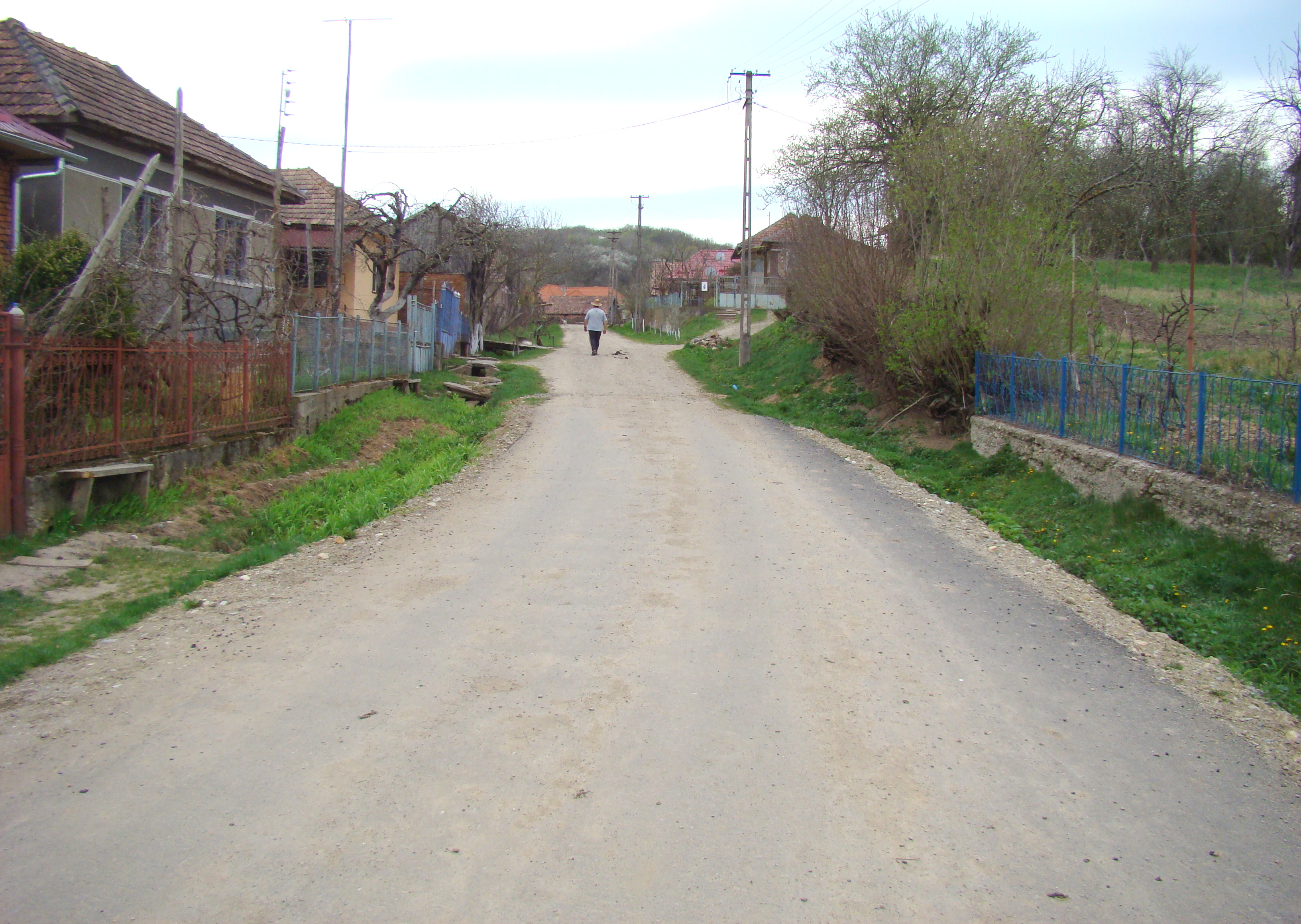
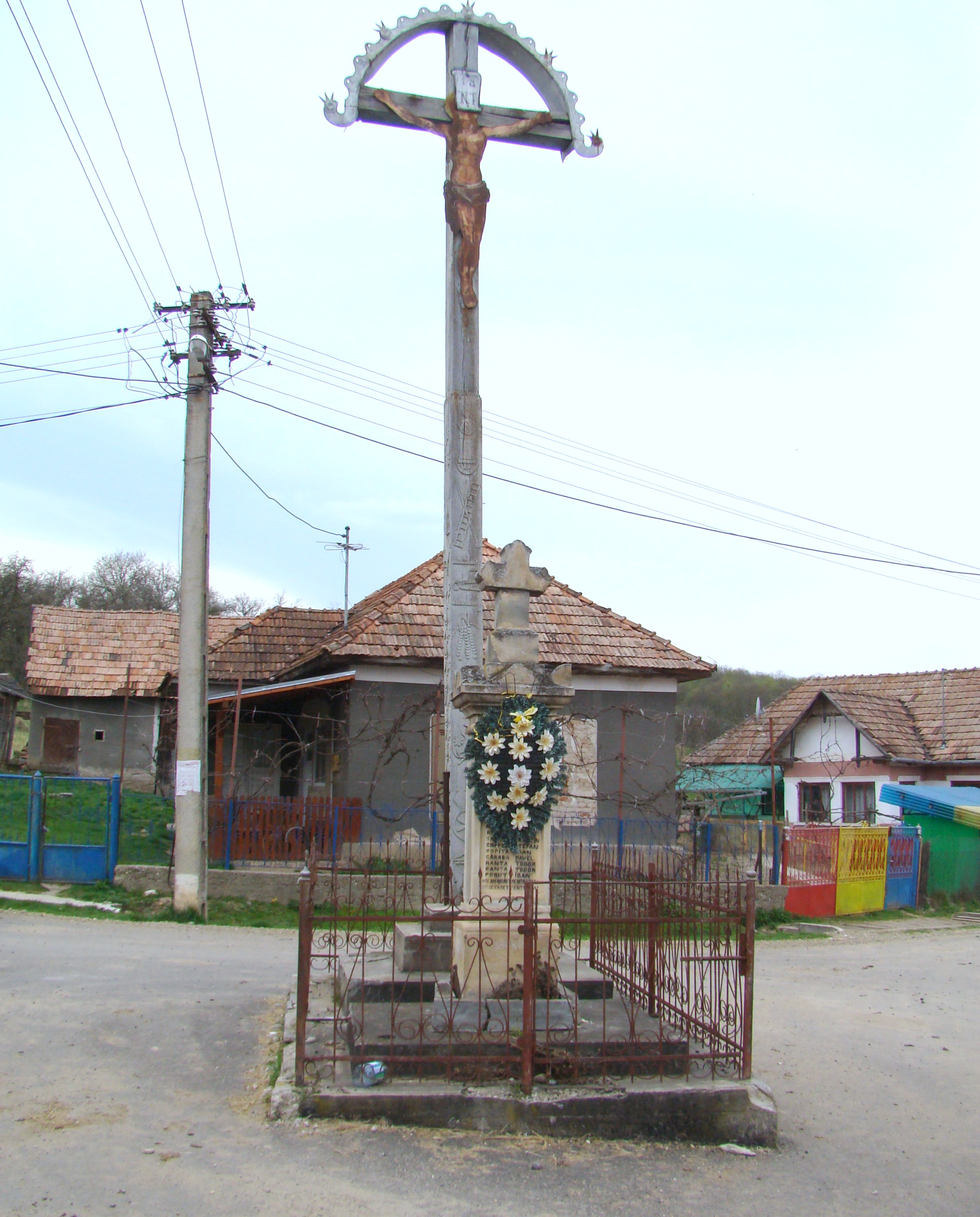
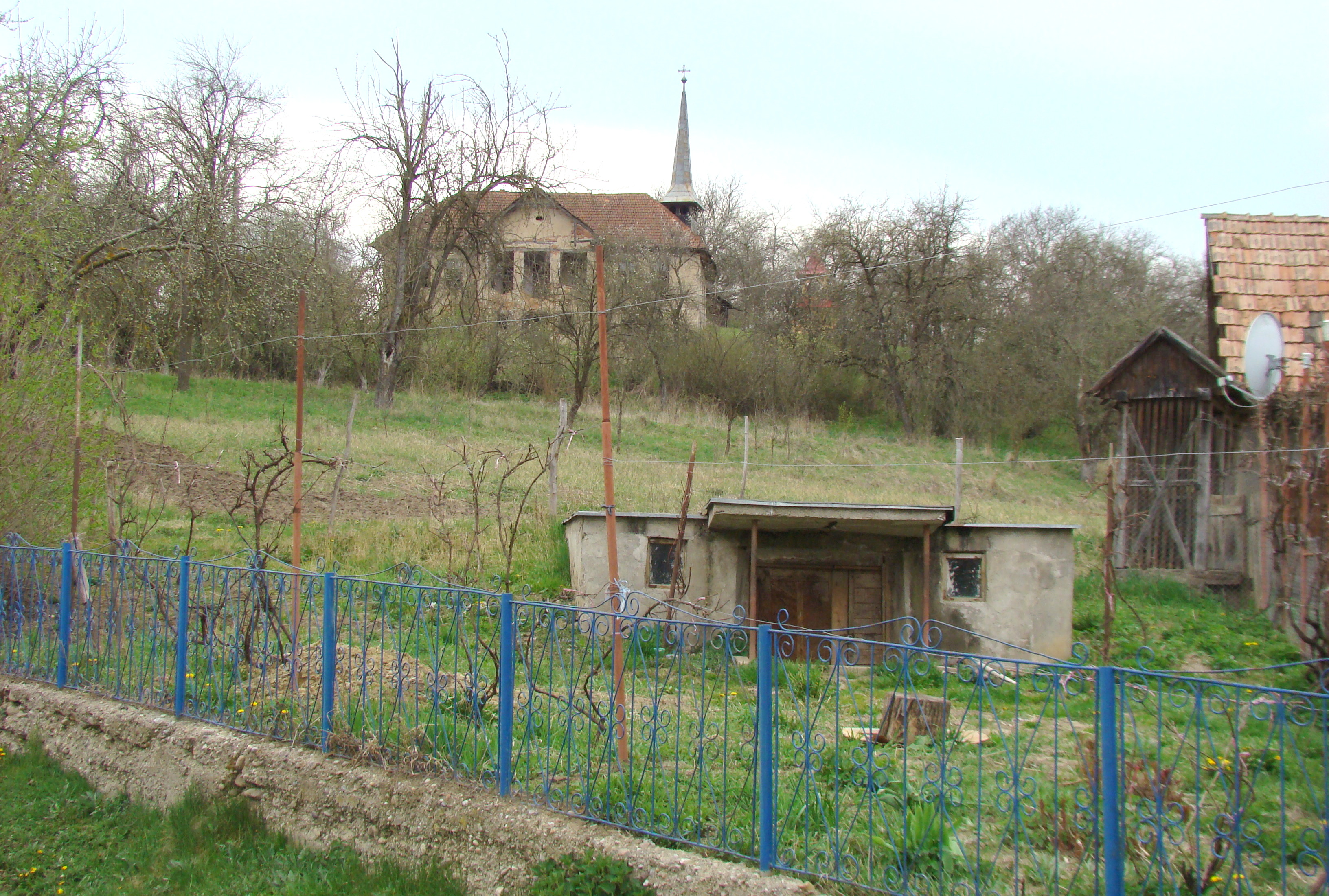
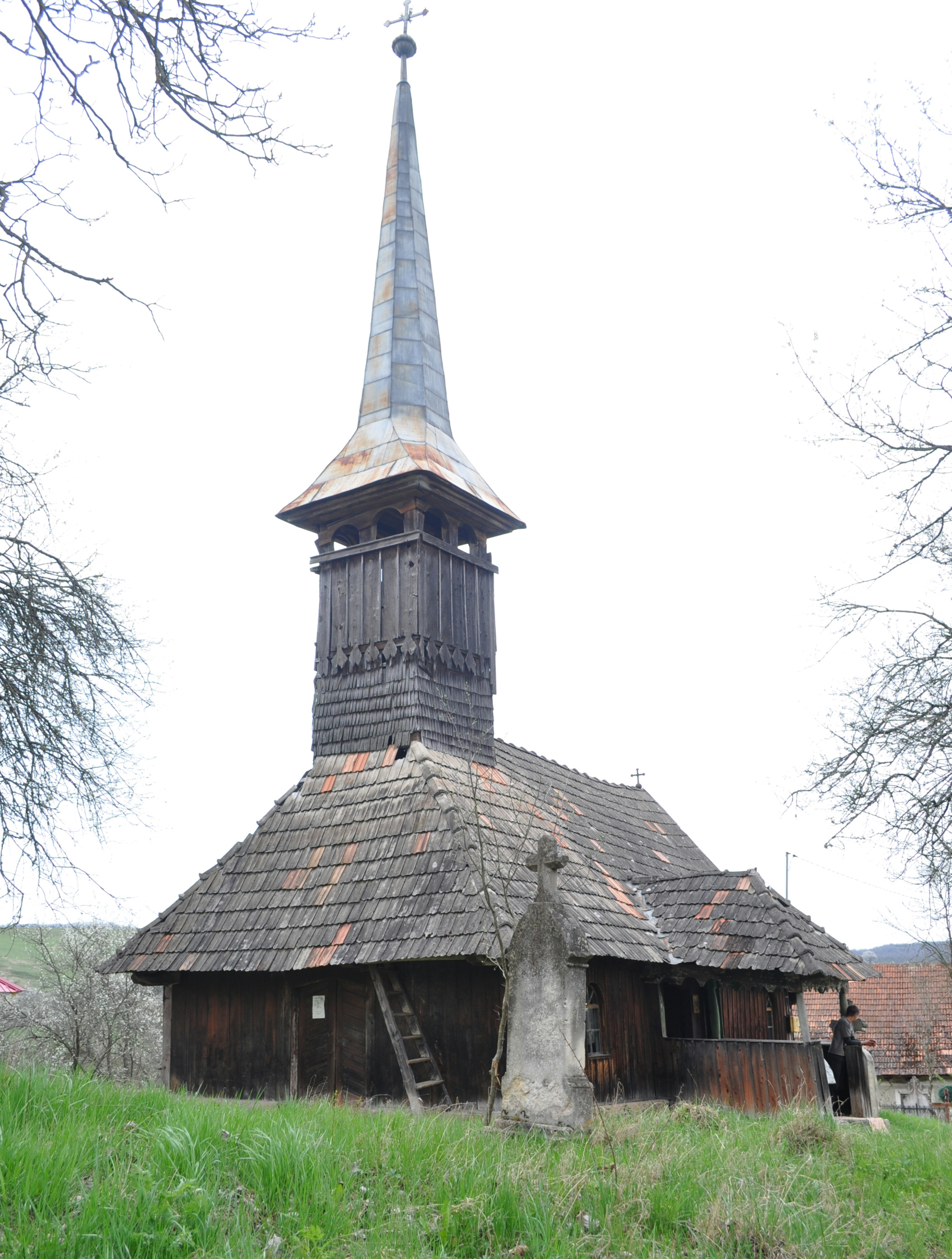
Biserica din lemn „Pogorârea Sf. Duh”
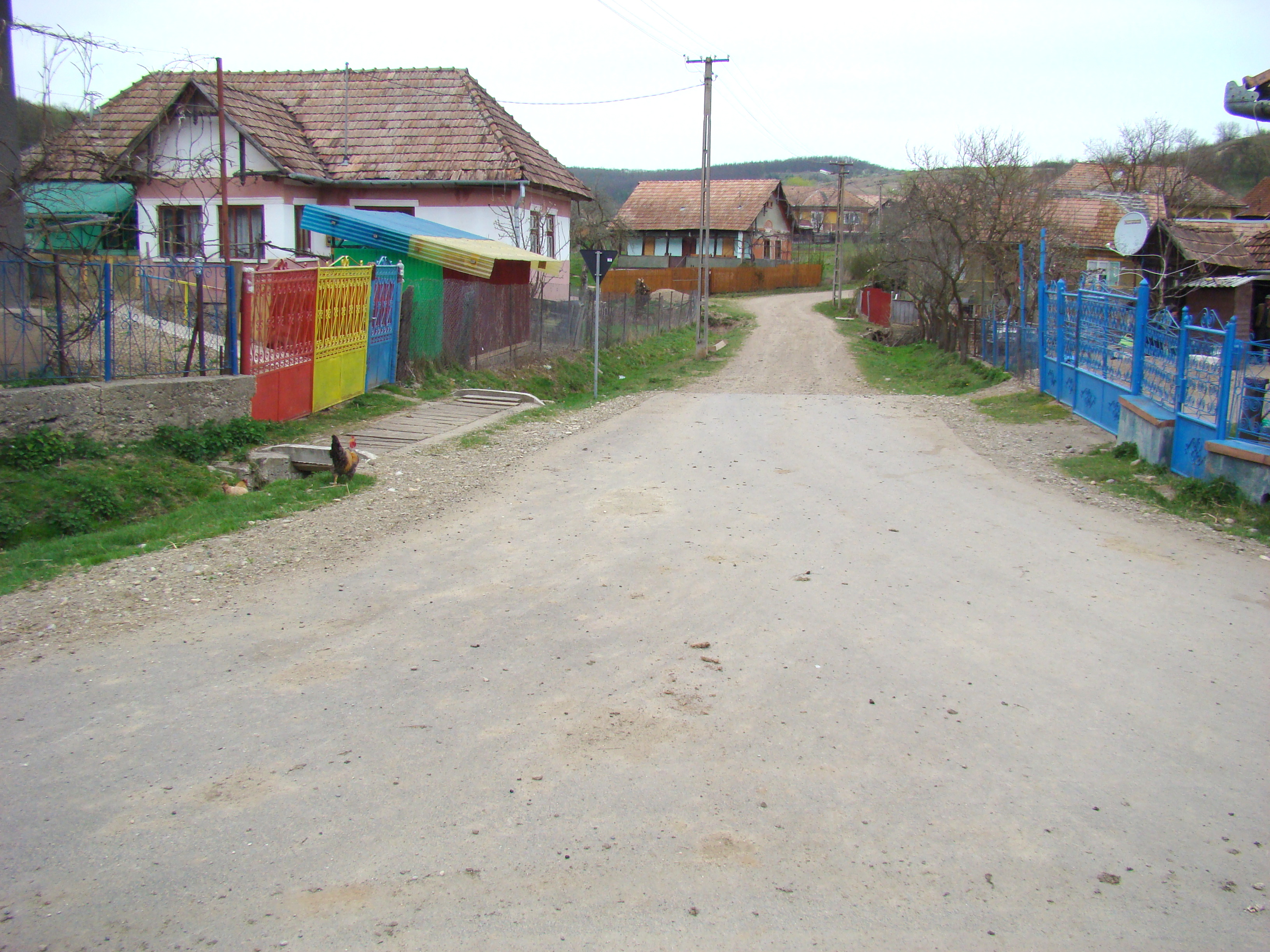
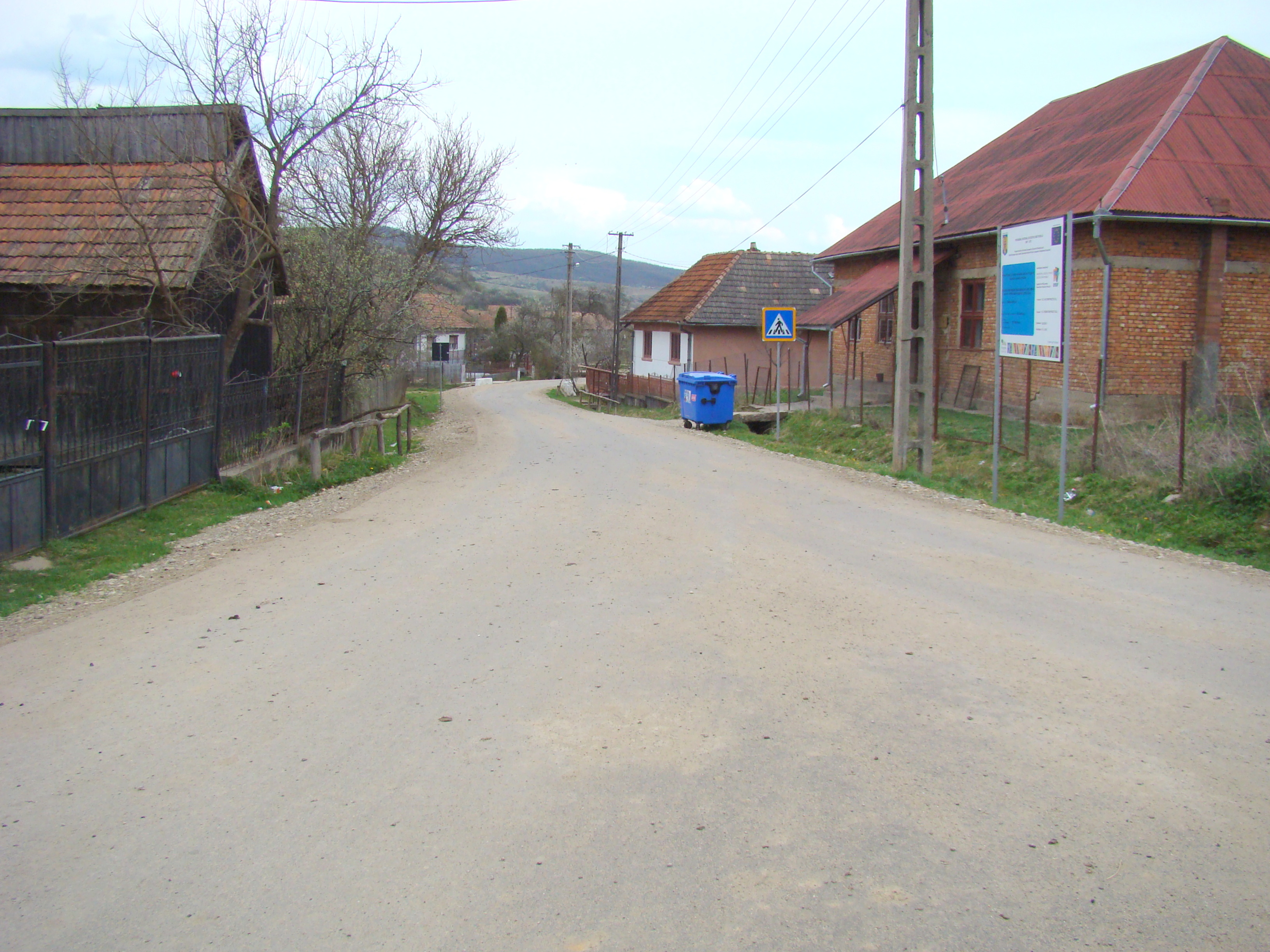
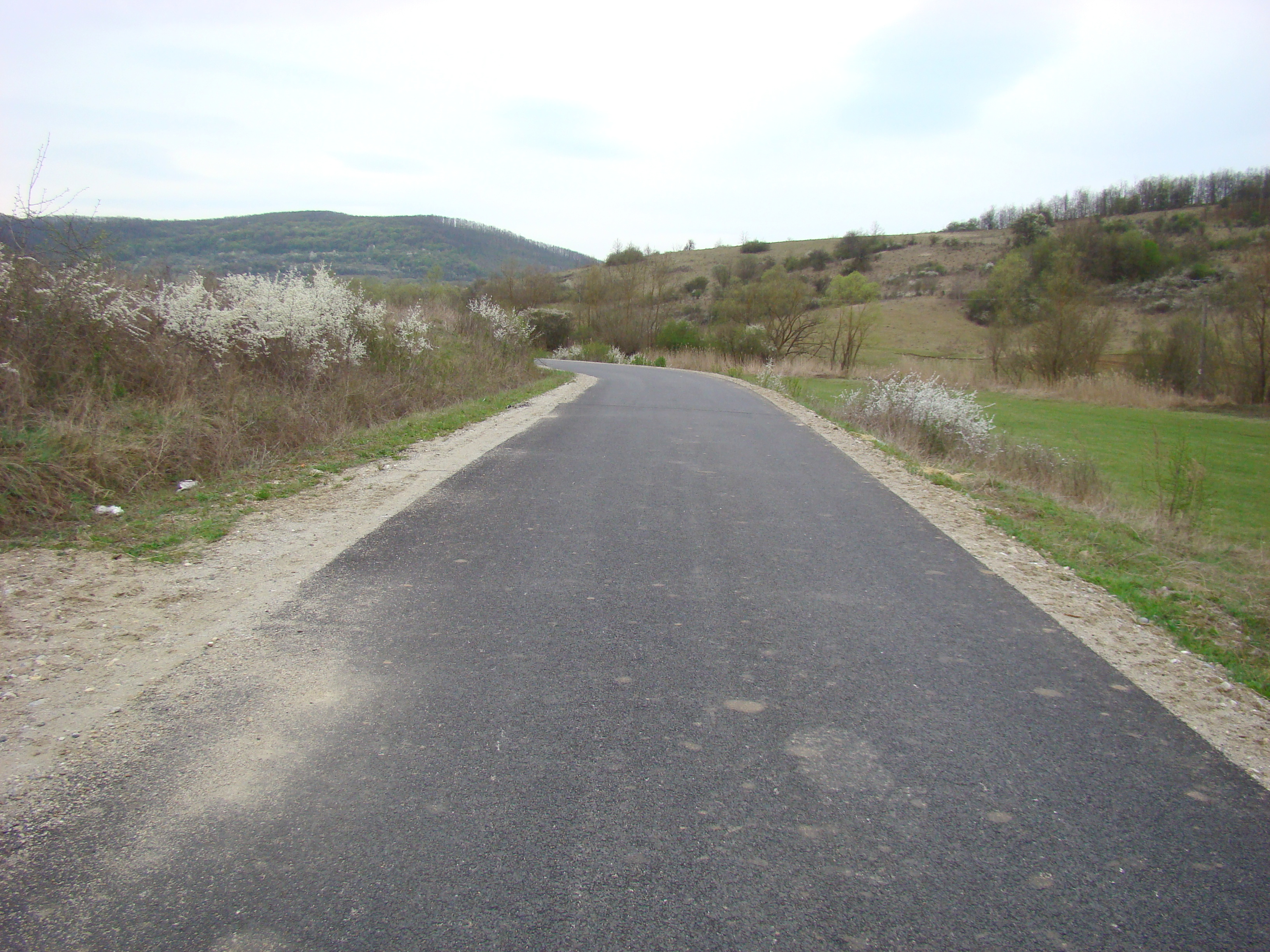
Drumul Zimbor-Mierţa